# Вулиця Ярослава Мудрого (Кривий Ріг)
Вулиця Ярослава Мудрого — вулиця в Саксаганському та Довгинцівському районах міста Кривий Ріг. 
Довжина вулиці — 2500 м.

## Історія
Закладена в кінці 40-х. Розвитку набула у 50-70-х. Перша газифікована вулиця.
Виникла під назвою 2-га Прокатна вулиця.
З 1957 до 2016 року носила назву на честь німецького шахтаря та комуністичного діяча Отто Брозовського.
2016 року згідно декомунізації перейменована на честь Великого князя київського Ярослава Мудрого.

## Перехресні вулиці
- вулиця Олександра Васякіна
- вулиця Вахи Арсанова
- вулиця Джохара Дудаєва
- вулиця Вільної Ічкерії
- вулиця Святослава Хороброго
- вулиця Залізна

## Прилеглі вулиці
- вулиця Дніпровське шосе
- вулиця Руданівська
- вулиця Валентини Явір
- вулиця Степана Бандери
- вулиця Дніпровська